# 艾倫赫斯特 (佛羅里達州)
艾倫赫斯特（英語：Allenhurst）是位於美國佛羅里達州布里瓦德縣的一個非建制地區。該地的面積和人口皆未知。

## 地理
艾倫赫斯特的座標為28°44′15″N 80°45′21″W / 28.73750°N 80.75583°W，而該地的平均海拔高度為2米（即7英尺）。